# Metropolitana di Boston
La metropolitana di Boston (in inglese Boston Subway, AFI: [ˈbɒstən ˈsʌbweɪ, ˈbɔːs-], e nota comunemente come The T) è una rete di 3 linee di metropolitana e 2 di metrotranvia a servizio della città di Boston e dei suoi sobborghi, nel Massachusetts.
Si compone di cinque linee, identificate con quattro colori. La prima sezione della linea verde venne aperta nel 1897, la linea arancione fu inaugurata nel 1901, la linea blu venne invece aperta nel 1904 come tranvia, per poi essere convertita in metropolitana nel 1924, la linea rossa fu aperta nel 1912 e la linea Ashmont-Mattapan, una metrotranvia oggi considerata parte integrante della linea rossa, nel 1929.
Tutte le linee sono sotterranee nel centro di Boston, mentre nei sobborghi spesso corrono in superficie. La rete è gestita dalla Massachusetts Bay Transportation Authority.

## La rete
| Linea                                | Percorso | Inaugurazione                        | Ultima estensione                    | Lunghezza | Stazioni | Tipo          |
| ------------------------------------ | --- | ------------------------------------ | ------------------------------------ | --------- | -------- | ------------- |
| Linea verde                          | B: Government Center ↔ Boston College C: Government Center ↔ Cleveland Circle D: Union Square ↔ Riverside E: Medford/Tufts ↔ Heath Street | 1897                                 | 2022                                 | 43,0 km   | 70       | Metrotranvia  |
| Linea arancione                      | Oak Grove ↔ Forest Hills | 1901                                 | 1987                                 | 18,0 km   | 20       | Metropolitana |
| Linea blu                            | Wonderland ↔ Bowdoin | 1904                                 | 1954                                 | 9,7 km    | 12       | Metropolitana |
| Linea rossa e Linea Ashmont-Mattapan | Alewife ↔ Ashmont Alewife ↔ Braintree | 1912                                 | 1985                                 | 36,2 km   | 22       | Metropolitana |
| Linea rossa e Linea Ashmont-Mattapan | Ashmont ↔ Mattapan | 1929                                 | 1929                                 | 4 km      | 8        | Metrotranvia  |
| Totale parziale (solo metropolitana) | Totale parziale (solo metropolitana) | Totale parziale (solo metropolitana) | Totale parziale (solo metropolitana) | 63,9 km   | 54       | N.D.          |
| Totale parziale (solo metrotranvia)  | Totale parziale (solo metrotranvia) | Totale parziale (solo metrotranvia)  | Totale parziale (solo metrotranvia)  | 47,0 km   | 78       | N.D.          |
| Totale                               | Totale | Totale                               | Totale                               | 110,9 km  | 132      | N.D.          |